# Пояна (Соходол, Алба)
Пояна (рум. Poiana) — село у повіті Алба в Румунії. Входить до складу комуни Соходол.
Село розташоване на відстані 320 км на північний захід від Бухареста, 52 км на північний захід від Алба-Юлії, 71 км на південний захід від Клуж-Напоки, 147 км на північний схід від Тімішоари.

## Населення
За даними перепису населення 2002 року у селі проживали 12 осіб, усі — румуни. Усі жителі села рідною мовою назвали румунську.